# ذا أتلانتيك

شعار مجلة ذا أتلانتيك.

ذا أتلانتيك (بالإنجليزية:The Atlantic) هي مجلة شهرية أمريكية، تأسست في عام 1857 في بوسطن، ماساشوستس. تصدر المجلة من واشنطن العاصمة بواسطة شركة أتلانتيك ميديا منذ العام 2006. وهي مجلة أدبية وثقافية نشرت تعليقات الكتاب البارزين فيما يخص إلغاء الرق والتعليم والقضايا السياسية الرئيسية الأخرى في ذلك الوقت. كان من بين مؤسسيها فرانسيس إتش أندروود والكتاب البارزين رالف والدو إمرسون وأوليفر ويندل هولمز الأب وهنري وادزورث لونجفيلو وهارييت بيتشر ستو وجون جرينليف ويتير. كان جيمس راسل لويل أول محرر لها. وهي معروفة بنشر مقالات أدبية لكتاب بارزين.
بعد معاناتها من الصعوبات المالية وخضوعها للعديد من التغييرات في الملكية في أواخر القرن العشرين، تم شراء المجلة من قبل رجل الأعمال ديفيد جي برادلي، الذي أعاد صياغتها كمجلة افتتاحية عامة تستهدف في المقام الأول جمهوراً من القراء المحليين الجادين و «قادة الفكر». في عام 2010، سجلت المجلة أرباحها الأولى منذ عقد كامل. في عام 2016، حصلت المجلة على لقب مجلة العام من قبل الجمعية الأمريكية لمحرري المجلات. في تموز 2017، باع برادلي غالبية الأسهم لمجموعة إيمرسون التابعة لسيدة الأعمال لورين باول جوبز.
يوفر موقعها الإلكتروني TheAtlantic.com تغطية يومية وتحليلاً للأخبار العاجلة والسياسة والشؤون الدولية والتعليم والتكنولوجيا والصحة والعلوم والثقافة. المحرر التنفيذي للموقع هو Adrienne LaFrance ورئيس التحرير هو جيفري غولدبيرغ.

## هيكلية المجلة ودورية النشر والتسمية
المجلة، التي يشترك فيها أكثر من 500,000 قارئ، تُنشر عشر مرات في السنة. كانت مجلة شهرية لمدة 144 عاماً لغاية عام 2001 حيث نشرت أحد عشر عدداً. تصدر عشرة أعداد سنويًا منذ عام 2003. وقد تم حذفها من الغلاف «شهريا» بدءاً من عدد كانون الثاني / شباط 2004، وتم تغيير الاسم رسميًا في عام 2007. تعرض المجلة مقالات في مجالات السياسة والشؤون الخارجية والأعمال التجارية والاقتصاد والثقافة والفنون والتكنولوجيا والعلوم.
في 22 كانون الثاني 2008، أسقط موقع TheAtlantic.com إلزامية الاشتراك الخاص به وسمح للمستخدمين بتصفح موقعه بحرية، بما في ذلك جميع الأرشفات السابقة. وبحلول عام 2011، توسع نطاق الويب الخاصة بشركة أتلانتيك ليشمل كلاَ من موقع TheAtlanticWire.com، وهو موقع لتتبع الأخبار والآراء تم إطلاقه في عام 2009، وموقع TheAtlanticCities.com، وهو موقع ويب مستقل بدأ في عام 2011 مخصص للمدن والاتجاهات العالمية. وفقًا لموقع ماشابل في كانون الأول من عام 2011، «تجاوز عدد الزيارات إلى مواقع الويب الثلاثة حاجز 11 مليون زيارة شهريًا، بزيادة مذهلة بلغت 2500٪ منذ أن قامت المجلة بإلغاء ضرورة الاشتراك الخاص بموقعها في أوائل عام 2008.»
في كانون الأول 2011، تم إطلاق قناة صحية جديدة على الموقع الخاص بالمجلة، تتضمن تغطية الطعام، فضلاً عن الموضوعات المتعلقة بالعقل والجسم والجنس والأسرة والصحة العامة. أشرف على إطلاقها نيكولاس جاكسون، الذي كان يشرف سابقًا على قناة Life وانضم في البداية إلى TheAtlantic.com لتغطية التكنولوجيا. وتوسع الموقع أيضًا ليشمل سرد القصص المرئية، مع إضافة مدونة للصور، التي يرعاها آلان تايلور. في عام 2011 أنشأت قناة الفيديو الخاصة بها I. حيث تم إنشاء استوديوهات Atlantic Studios في البداية كمجمع، وقد تطورت منذ ذلك الحين إلى استوديو إنتاج داخلي ينتج سلسلة فيديو مخصصة وأفلام وثائقية أصلية.
في عام 2015، أطلق موقع المجلة قسمًا مخصصًا للعلوم، وفي كانون الثاني من عام 2016 أعيد تصميم قسم السياسة وتوسيعه بالتزامن مع السباق الرئاسي الأمريكي لعام 2016.
في أيلول 2019، قدم الموقع نموذج اشتراك رقمي، يقيّد وصول القراء غير المشتركين إلى خمس مقالات مجانية شهريًا.
أصدرت المجلة أول فيلم وثائقي كامل لها في عام 2020، White Noise، وهو فيلم عن ثلاثة نشطاء من اليمين المتطرف.

## روابط خارجية
- الموقع الرسمي